# 3號堪薩斯州州道
3號堪薩斯州州道（英語：Kansas State Highway 3，簡稱K-3）為美国堪薩斯州一條南北向的州级公路，位於克勞福德縣、波旁縣以及林縣境內。南起克勞福德縣吉拉德西方的47號堪薩斯州州道，北至林縣布盧芒德西方的31號堪薩斯州州道，全長共計43.262英里（69.623）。此公路約在1927年形成，全線均為雙向單線道路，路面已於1958年改鋪為瀝青路面。此公路係由堪薩斯州運輸部維護，並與54号美国国道共線路段為美國國家公路系統的一部分。

## 公路描述
3號堪薩斯州州道的起點位於克勞福德縣吉拉德西方的47號堪薩斯州州道，自起點往北行進約3英里（4.8）後可抵達小型社區巴西頓，接著朝東北向行進，並且通過146號堪薩斯州州道東端。3號堪薩斯州州道在越過沃爾納特溪（Walnut Creek）的一條支流後接續朝北向行進，經過赫普勒後進入波旁縣。此公路在克勞福德縣與波旁縣界北方與39號堪薩斯州州道共線，行經約7英里（11）與39號堪薩斯州州道分出，之後越過馬馬頓河。
3號堪薩斯州州道在越過馬馬頓河後接續朝東北向行進，經過尤寧敦北方與54号美国国道共線，並且在布朗森市東方與54号美国国道分出，接續朝北向行進約7英里（11）與65號堪薩斯州州道西端交會，之後越過小歐塞奇河進入林縣。本公路之終點位於林縣布盧芒德西方與31號堪薩斯州州道之交叉路口。
3號堪薩斯州州道係由堪薩斯州運輸部維護。此公路於2012年所測得的年平均日車流量介於130輛次至2,060輛次之間，大多車流量集中在此公路與54号美国国道共線路段。3號堪薩斯州州道與54号美国国道共線路段為美國國家公路系統的一部分。

## 歷史
3號堪薩斯州州道在1927年首次出現在州道地圖中，當時路面皆由碎石材料所鋪成，僅與54號美國國道共線路段為採用瀝青材料鋪設。位於克勞福德縣的路段已於1950年改鋪為瀝青路面。克勞福德縣與波旁縣界－與39號堪薩斯州州道共線的路段已於1953年改鋪為瀝青路面，其餘路段則在1958年改鋪為瀝青路面。公路路線自納編以來尚未有任何重大調整。

## 主要接點
| 縣                                         | 地點         | 英里   | 公里   | 接點              | 備註                  |
| ------------------------------------------ | ------------ | ------ | ------ | ----------------- | --------------------- |
| 克勞福德縣                                 | 格蘭特鎮區   | 0.000  | 0.000  | 47號堪薩斯州州道  | 公路南端              |
| 克勞福德縣                                 | 沃爾納特鎮區 | 6.406  | 10.309 | 146號堪薩斯州州道 | 146號堪薩斯州州道東端 |
| 波旁縣                                     | 沃爾納特鎮區 | 14.477 | 23.298 | 39號堪薩斯州州道  | 共線起點              |
| 波旁縣                                     | 沃爾納特鎮區 | 14.981 | 24.110 | 39號堪薩斯州州道  | 共線終點              |
| 波旁縣                                     | 馬里恩鎮區   | 25.034 | 40.288 | 54號美國國道      | 共線起點              |
| 波旁縣                                     | 馬里恩鎮區   | 30.223 | 48.639 | 54號美國國道      | 共線終點              |
| 波旁縣                                     | 富蘭克林鎮區 | 37.232 | 59.919 | 65號堪薩斯州州道  | 65號堪薩斯州州道西端  |
| 林縣                                       | 布盧芒德鎮區 | 43.262 | 69.623 | 31號堪薩斯州州道  | 公路北端              |
| 1.000英里＝1.609公里；1.000公里＝0.621英里 |              |        |        |                   |                       |

## 外部連結
- Kansas Highways Routelog – K-3 （页面存档备份，存于）